# 人間有情
《人間有情》（英語：Where Love Abides），是香港一套三幕粵語舞台劇，由香港話劇團首演於1986年。劇本由劇作家杜國威撰寫，為其代表作之一。故事取材自具百年歷史的梁蘇記遮廠（雨傘廠），橫跨晚清的廣州至1960年代後期的香港，以「蘇記遮廠」（化名）的興衰史為主線，側重於描劃遮廠東主家族、員工等一眾角色之間的各種感情，包括親情、愛情、賓主情。
此劇曾由多個劇團進行重演，當中包括在廣州及新加坡演出。1988年被改編為小說，1995年被改編為電影，1998年被改編為廣播劇。其電影版運用電腦合成技術，將演員嵌入歷史影片、舊電影片段之中，是香港首套運用此手法的電影，但獲得不少劣評。其劇本選段亦曾成為香港中學課程中國語文科的教材:3,20。

## 創作與製作
梁蘇記遮廠（雨傘廠）由別名梁蘇的梁智華，約在1885年或1886年創立於廣州（晚清時期），生產及銷售全鋼骨雨傘，並以永久保養傘骨而聞名，及後在戰亂之中遷移至香港經營，歷經三代。1986年6月1日，梁蘇記開業剛超過一百年，當時的總經理梁春發發表一份《光榮退休及告別社會人士書》，宣佈結業，聲明中表示家庭式工業未能適應現代化模式，希望店中老伙記能有愉快、平靜的晚年:168-169。正職為中學教師的劇作家杜國威得知此消息後產生興趣，同年以梁蘇記的歷史為題材，替香港話劇團寫成此劇本《人間有情》，並得到梁春發親自提供資料:8。但後來梁蘇記仍有營業，經營者表示他們家族分為三房，當時結業的只是梁春發一房經營的港島區門市，卻受舞台劇的影響，被坊間廣泛誤會為全線結業。
據杜國威自述，他耗費半個暑假的時間寫成初稿。:8
此劇為三幕劇。按1980年代版本，舞台中設有一個正四方形的兩層建築（劇本等一些文獻稱為「大窗格」），當中分成四格，各為一個演區，連同大窗格附近的舞台空間，共分成六個演區，利用燈光的光暗顯示當前聚焦的演區:7:162-163:138-139，演區在各幕之間會變換佈置。自此劇起，時空靈活轉換的多演區形式，成為杜國威劇作的常見特色:139:93。

## 結構與劇情
此劇分為三幕，演出時間共約三個多小時。故事主題為人與人之間的感情，通過「蘇記遮廠」:13從發跡至衰落的歷史，刻劃東主梁蘇一家的各種親情及愛情、與伙記之間的賓主情及道義，以及各人在大時代中的悲歡離合、生活中的抉擇與無奈，從中體現在現代社會逐漸消失的「人情味」:3。劇中一段開場白如此形容「人情味」：
我爺爺很有人情味，我爸爸也很有人情味，所以，順理成章，我也是一個很有人情味的人。中國人當然知道什麼叫做人情味，它是我們文化的根基，是我們至善的心態。要將「人情味」三個字翻譯成外國文字是很困難的，總之怎樣翻譯也不夠味道。人情味——只有我們中國人才可以心領神會。——劇中敘述者梁昌華（經翻譯）
第一幕橫跨清光緒十二年至民國二十六年（中華民國大陸時期）的廣州，六個演區按故事發展陸續替換佈置:7,9-10,12-13,29-30。此幕講述晚清廣州人梁蘇本從事收買者、修補鐵鑊及瓦煲，光緒十二年:9（1886年）某天他偶爾拾獲一把鋼骨洋傘，決心研究其結構，展開維修及生產鋼骨洋傘的生意，不久創立蘇記遮廠，以永久保養傘骨為噱頭，並與妻子何氏養大了三名子女:10-15。其長子天賜19歲時在遮廠工作，並與炮仗廠的千金陳盈成婚:15-29。至民國二十六年:30（1937年），中國抗日戰爭全面爆發，局勢動盪。此時次子天祐結識了逃難的上海歌女秀玲:61，在天賜一度的疑慮下，家人們還是接受了秀玲。天祐與秀玲的婚宴期間，梁蘇與天賜宣佈分家計劃，梁蘇留在廣州；天賜往澳門發展，三妹美嬌跟隨；天祐與暗戀美嬌的得力伙記亞貴，往當時環境最理想的香港發展。:82-84
第二幕時代背景為1950年，場景為澳門草堆街蘇記遮廠後園，第一、二演區（即大窗格上層）被畫有濃密樹蔭的軟景遮蓋，第三至六演區合併成一個小院子:95:162-163。此幕講述分別移居澳門及香港的蘇記眾人，在澳門重聚，通過對白交代眾人在過去戰亂時期的遭遇。留在廣州的梁蘇已去世，廣州蘇記在日軍轟炸中被夷平:99，廣州的一些伙記往澳門投靠天賜。而往香港發展的天祐，則在香港日佔時期不幸被日軍折磨至全身癱瘓，後來天祐及其年幼的女兒小玲被天賜接往澳門照顧。當初跟隨天祐到香港的伙記則在當地留守，亞貴開設了自己的原料廠。亞貴與三小姐美嬌在澳門重遇，再次向她表達愛意，終成一對:101-105。天賜準備結束澳門業務，舉家遷往香港。:106-113
第三幕時代背景為1966年或1967年，場景為香港德輔道中蘇記遮廠，第一至第三演區分別為書房、工場、門市部，第四至第六演區均為舖後:117。開首交代梁蘇記於1950年結束所有廣州及澳門的業務，全體遷至香港，數年後天祐離世:117。轉眼到了1960年代，香港工商業蓬勃發展，但商家講求利益，以致勞資關係日漸惡化；蘇記沒有跟上時代，依舊採用家庭手工業式生產，效率遠不及機械式生產，加上堅持永久包修原則，競爭力每況愈下:118。社會上工潮頻發，至六七暴動時期:109，人心惶惶，並有中共準備進攻香港的傳聞:132,135。天祐的遺孤小玲大學畢業後一心留在蘇記輔助伯父天賜，並建議改革，但天賜認為老伙記們不能適應改革，且香港前景不明朗，只想安排小玲移民，自己留在香港，以舊有經營模式暫且守業，照顧老伙記們。經過家人一番開解、兩人敞開心扉傾談後，小玲終明白伯父心意。:126-133,136-138

## 角色表
| 角色           | 簡介 | 演員            | 演員                   | 演員     | 演員       | 演員               |
| 角色           | 簡介 | 1986年          | 1987年                 | 1995年   | 1998年     | 1994年             |
| 角色           | 簡介 | 香港話劇團版    | 香港話劇團版 :40-41    | 電影版   | 春天舞台版 | 新加坡實踐話劇團版 |
| -------------- | --- | --------------- | ---------------------- | -------- | ---------- | ------------------ |
| 昌華（成年）   | 蘇記第三代，此劇的敘述者，他對家族的憶述是全劇的開端，並一直穿插在各情節之中。此角是杜國威作品中首次採用敘述者:92。第二、三幕交代他1950年代赴英國劍橋大學修讀建築，至1960年代仍留於當地發展建築師事業，1975年歸香港，從老父手上接管蘇記:108-110,118,137。角色原型為梁春發。               | 林尚武          | 林尚武                 | 無此角色 | 待確認     | 邬伟强             |
| 梁蘇           | 蘇記第一代經營者。眼光銳利，年老時慈祥而顯出權威。第三幕小玲對白中交代他曾資助十九路軍:122。1950年前已去世。 | 周志輝          | 周志輝                 | 周志輝   | 丁家湘     | 张岳成             |
| 何氏           | 梁蘇之妻。為人大方，精明，不拘小節。早年誕下五名子女均早夭，年紀頗大時才誕下天賜、天祐、美嬌，養育成人:13。1937年時已去世。 | 雷思蘭          | 雷思蘭                 | 羅冠蘭   | 待確認     | 待確認             |
| 天賜           | 蘇記第二代經營者，梁蘇長子，昌華之父:29。為人正直，勤勞，略帶拘謹，溺愛弟妹；年老時慈祥而寡斷。對於弟弟天祐一家的不幸遭遇，一直感到自責。第三幕時57歲:125。劇中昌華將父親的人生總結為「天地有信，人間有情」:138。                                                                         | 葉進            | 葉進                   | 高翰文   | 謝君豪     | 黄家强             |
| 天祐           | 梁蘇次子，純真熱情的青年，略為懶惰。1937年結婚後同意父兄派他到香港發展業務的安排:82-84，但後被日軍折磨至全身癱瘓。1950年時40歲:106，數年後去世。 | 趙靄雲          | 趙靄雲                 | 盧俊豪   | 盧俊豪     | 待確認             |
| 陳盈           | 炮仗廠千金小姐，天賜的聯姻對象，反對盲婚啞嫁，經過一番接觸後，從天賜對於雨傘用途、造傘質量要求的觀點，了解到其做人態度，接受了天賜，結為夫妻:18-24:134。後交代家族於澳門有業務:83,100。為人大方得體，精明，豪爽，也具幽默感。第三幕時56歲:130。                                           | 區嘉雯          | 劉小佩                 | 劉雅麗   | 伍潔茵     | 林佩芳             |
| 美嬌           | 梁蘇么女。美麗，年青時為人熱情，崇拜英雄；中年時帶有憂鬱氣質。第三幕時51歲:130。她與亞貴的感情線是劇中重要副線:134。 | 羅冠蘭:148      | 羅冠蘭:148             | 蘇玉華   | 焦媛       | 王德亮             |
| 亞貴           | 蘇記的得力伙記，為人正直，有豪情，行事直接衝動。15歲投蘇記當學徒，與美嬌青梅竹馬，一直暗戀她。眼見美嬌對白英的痴情，憤然決定隨天祐到香港發展:88-90:134,138:91。後成為原料廠的東主，在澳門重遇美嬌，再續前緣。第三幕時56歲，準備舉家移民加拿大。:127,134                                   | 李振強:148      | 李振強:148             | 潘燦良   | 袁富華     | 待確認             |
| 秀玲           | 來自上海的歌女，天津人:68，所有對白均為國語。為人純良，活潑，大方，沒風塵味。按其對白交代，1937年（20歲）逃難時在株洲遇見帶着很多雨傘的天祐，兩人一起南下，途中私自結婚:60-61,73-74:111。後隨天祐回廣州，獲得梁家接納，補辦婚宴。第三幕小玲對白交代，她在香港得知天祐重傷後難產而死:123。 | 王雲雲          | 待確認                 | 馮蔚衡   | 陳瑞如     | 待確認             |
| 小玲（成年）   | 天祐與秀玲之女，樣貌與母親相似:111。第三幕時23歲:118，大學畢業後拒絕伯父天賜叫她留學深造的建議，堅持協助打理蘇記（1960年代）:118-119。一度誤解伯父對自己的心意:133。性格頑強而衝動。 | 王雲雲          | 待確認                 | 陳瑞如   | 陳瑞如     | 苏君英             |
| 白英           | 偽裝為落泊收買者的革命黨（地下抗日志士），被美嬌所傾慕，冒雨為他送上食物，及後拒絕了美嬌的愛意:50-54,78-80:111。後得悉他對廣州朝日新聞社發動自殺式襲擊，壯烈犧牲（1937年）。:88 | 高翰文          | 待確認                 | 謝君豪   | 陳煥球     | 待確認             |
| 亞財           | 蘇記伙記（1930-1960年代）。1937年被安排隨天祐赴香港:84。為人調皮，口齒伶俐，愛唱粵曲及模仿別人。第三幕時49歲:123。 | 尚明輝          | 待確認                 | 陳淑儀   | 待確認     | 待確認             |
| 亞順           | 蘇記伙記（1930-1960年代）。為還清賭債而向南洋富人顏興典妻（讓其借腹生子），對此感到羞愧，拒絕了顏興同赴南洋的邀請:76-77,86-87:91。第二幕時交代妻女全死於日軍轟炸廣州期間:99。第三幕時62歲:123。                                                                                           | 李子瞻:148      | 李子瞻:148             | 袁富華   | 待確認     | 待確認             |
| 亞全           | 梁蘇第一位聘請的伙記，帶順德口音:34。常喋喋不休。1950年時交代已去世:98。 | 林聰            | 待確認                 | 余俊峰   | 余世騰     | 待確認             |
| 全嬸           | 亞全之妻，客家人:35。勤儉善良，信佛。第三幕時69歲，為蘇記中年齡最大:120。 | 許芬            | 待確認                 | 許芬     | 楊詩敏     | 待確認             |
| 亞啟           | 蘇記伙記（1930-1960年代）。1937年被安排隨天祐赴香港:84。性格樂天，思想簡單。第三幕時49歲:118。 | 胡柏強          | 待確認                 | 待確認   | 待確認     | 待確認             |
| 顏興           | 南洋華僑，彬彬有禮的殷實商人。因自己的妻子無所出，借順妻之腹生子，對亞順非常感激，並將兒子取名為顏順（1937年）。:85-87 | 葉衛國          | 待確認                 | 待確認   | 待確認     | 待確認             |
| 顏順           | 顏興與順妻所生的兒子，結局時到蘇記找到了已失去所有家人的亞順（約1966年）。:141-142:134-135 | 梁偉文          | 待確認                 | 待確認   | 待確認     | 待確認             |
| 明仔           | 與蘇記熟稔的街童（1937年）。:30-34 | 沈勵桓          | 待確認                 | 待確認   | 待確認     | 待確認             |
| 行街（推銷員） | 到蘇記向小玲推銷原料，其貨品多產自日本（約1966年）。:121-122 | 胡榮堅          | 待確認                 | 待確認   | 待確認     | 待確認             |
| 仔             | 1960年代蘇記的年輕伙記，外形打扮像該時期的「長毛飛」:120（長髮小痞子），多嘴。揶揄小玲對日本的反感，觸發小玲道出父母的經歷。:122-123 | 沈勵桓 （分飾） | 待確認                 | 待確認   | 待確認     | 待確認             |
| 發仔           | 1960年代蘇記的年輕伙記，愛好電影。 | 高翰文 （分飾） | 待確認                 | 待確認   | 待確認     | 待確認             |
| 昌華（童年）   | 懂事，活潑天真。 | 黎嬰            | 待確認                 | 待確認   | 待確認     | 廖浩宇             |
| 小玲（童年）   | 頑皮衝動的「牛黃妹」（橫蠻女孩）。 | 龐曉虹          | 葉思穎 （香港版） :163 | 待確認   | 待確認     | 林宛妮             |

## 音樂
據公開出版的劇本內容，1980年代的演出採用了下列音樂： 
| 音樂                                                 | 相關情節 |
| ---------------------------------------------------- | --- |
| 廣東小調《雨打芭蕉》                                 | - 第一幕開首昌華敘述時。:8 - 第三幕結尾顏順登場。:141                                                                                                   |
| 廣東小調《平湖秋月》                                 | - 第一幕天賜與陳盈初次見面。:20 |
| 廣東小調《雙星恨》                                   | - 第一幕美嬌遇見白英。:50-54 - 第一幕結束時。:91 |
| 國語歌曲《天涯歌女》（背景時代的流行歌曲）           | - 第一幕秀玲初居於蘇記時，為一眾伙記、童年昌華演唱，一眾伙記轉傘伴舞。:70-72 - 第二幕結尾，天賜、美嬌撐着雨傘，陪伴坐在輪椅上的天祐，回憶童年。:111-113 |
| 英語歌曲《A Hard Day's Night》（背景時代的流行歌曲） | - 第三幕開首昌華敘述完結時。:119 |

## 公演歷史

### 1980年代（香港話劇團）
此劇首演由香港話劇團於1986年11月28日至12月6日香港大會堂劇院演出:37:20-21。由當時香港話劇團的藝術總監陳尹瑩擔任導演，王季平擔任佈景設計，奚仲文擔任服裝及造型設計，梁日田擔任燈光設計，區少琼擔任製作經理，麥秋擔任技術統籌總監，李惠笑擔任執行舞台監督。
1987年香港話劇團重演此劇，並在香港、廣州巡迴演出:170，導演仍是陳尹瑩:40-41。香港公演於該年11月13日至17日在高山劇場舉行:20-21。為應付巡迴演出，演員陣容改為全部起用全職演員:163,170（兒童演員除外）。據當時鍾景輝之文章，首演演員之中，區嘉雯、林聰、沈勵桓三人當時已離開香港話劇團，未有參與重演:150。因高山劇場的高度限制，舞台上的大窗格取消了屋頂設計，並使得一些佈景轉換方式與首演時有所不同:162-163。
香港重演結束後劇團立即移師廣州，於該年11月20日至22日在廣州南方劇院演出:41:20-21。一些伙記（當指沒有名字的角色）及兩名童年角色改為由廣州當地演員參演:170。原定演出三晚，因連場滿座，加開日場:171。劇團訪問廣州期間，於廣州市製傘工業公司與曾在梁蘇記任職的老工人會面。香港戲劇學者張秉權（1989年）提及此劇「曾移師廣州作三度公演」:131，中國內地學者朱棟霖（2000年）重覆此說:88，可能是指該三晚公演。

### 1990年代
1994年新加坡的實踐話劇團（現名「實踐劇場」）演出了此劇的國語版，於該年11月28日至30日在新加坡維多利亞劇院舉行:21。此版本導演王美兰是來自香港話劇界，時任該劇團助理藝術總監，主要負責「學生劇場」，是次為她首個面向成年觀眾的作品。已確定角色的演員見上文角色表，其他演員包括陈天赐、黄奕磊、郭进平、郑光辉、何家伟、纪展雄等。舞台設計由郭践红擔任，燈光設計由郭宝昆擔任。製作費約為六萬坡元。杜國威亦親赴當地出席交流會。
1997年香港業餘劇團「丁劇坊」，於11月6日至8日在上環文娛中心劇院公演此劇:20-21，由鄺永健執導，佈景設計由余振球擔任，服裝設計由曾慧儀擔任，燈光設計由李衛民擔任，音響設計由盧雄、盧靄賢擔任，演員包括黃中濠、鍾美賢、鄺錦川、吳肖蓮等。該劇團由資深戲劇工作者麥秋（首演時的技術統籌總監）創辦，以業餘演員為主。事前全團演員進行了14個星期的研習訓練，並舉辦了多個關於此劇及杜國威劇作的活動及講座。據戲劇教育家呂志剛，公演後不少觀眾表示讚賞，惟資深戲劇工作者鮑漢琳坦白指出觀眾的溢美之辭太多，實有不少可改進的地方。
1998年香港「春天舞台」公司轄下的劇團，於8月7日至9月6日在香港演藝學院歌劇院公演此劇:20-21。「春天舞台」是杜國威與電影導演高志森自《我和春天有個約會》起在電影上多次合作後創立（詳見下文），另一創辦人古天農亦是杜國威名作《我和春天有個約會》、《南海十三郎》舞台劇首演版本的導演:95。此版本《人間有情》由成名於《南海十三郎》的演員謝君豪自導自演，亦是他首次執導舞台劇。台前幕後人員多為香港演藝學院畢業生。佈景設計由陳志權擔任，燈光設計由李樹生擔任，佈景製作由魯氏美術製作有限公司負責:54。此版本是香港舞台劇史上首次採用人造雨景，裝置能呈現不同雨勢，並需在舞台上設置排水系統，據說耗資五十萬港元:8。

## 評價
據劇評、影評人葉念琛，此劇被視為杜國威的成名作，也是香港話劇團的經典作品之一。中國內地學者朱棟霖則稱此劇是杜國威1980年代的代表作，為他「帶來巨大聲譽」:90。劇評家林克歡亦將此劇與1990年代的《我和春天有個約會》、《南海十三郎》並列為杜國威三大代表作:89。戲劇界廣泛認同杜國威擅於寫「情」:131:91。杜國威本人將自己的作品分為四期，並認為此劇是第一期最具代表性、最高峰之作。
1995年出版的《杜國威舞台劇本全集：人間有情》收錄了多篇1980年代對此劇的評論，多為讚揚劇中的溫情，表達深受感動之辭（如觀看過1986年首演及1987年重演的戲劇學者徐詠璇:148）；亦有探討中國傳統文化中的「情」，如《大公報》刊登的家書〈千載有餘情——評杜國威的〈人間有情〉〉（1987年），認為梁蘇的待人處事態度能體現《孟子》的「幼吾幼，以及人之幼」（對親生子女及其他後輩的愛護）、「親親而仁民，仁民而愛物」（對伙記與老店之情）:154-158；《明報》刊登的胡菊人〈有情世界與有情世界〉（1988年），則比較較重「情」的中國人社會與較重「理」的西方社會:145-147；亦有比較廣州與香港觀眾反應的文章:170-173；唯《信報》刊登的奕己〈人間正道是滄桑〉對劇本取向有所質疑，此文曾作為負面評論的代表，多次被學者引用，詳細觀點見下。除了《劇本全集》，較後期的林克歡〈杜國威的溫情與浪漫〉一文亦引用了一些關於此劇的評論。
朱棟霖指杜國威寫情的手法不像通俗文化所喜好的「造情煽情」，表現的是人性、人情之美:89。《大公報》刊登的羅雪韞〈「徇眾要求」的佳作〉（1987年），指出全劇沒有一個角色是壞人，縱使有人性的弱點，但內心的善良始終沒有被扭曲:152-153。梁春發曾在觀後感中形容杜國威是「純潔的大孩子」，才能寫出這樣的劇本:157。戲劇學者張秉權（1989年）亦將此語用於對杜國威的評價中：「可愛的杜國威却以赤子之心，以『純潔的大孩子』的秉性，在澆薄世間重認傳統，在蕪穢叢中擷編芳草，在人性深處標頌真情。」:137林克歡對此劇的總結則是「杜國威借助藝術想像，形塑和睦的社群與敦厚的人性」，以一個「倫理的烏托邦」對照功利的社會；不輕易作出批判與反思，讓「歷史的迷魅，生存的困境，統統消融在淨化了的眾生法相之中」:91。中國內地學者潘亚暾（時任職於暨南大學）則形容杜國威在此作中「傾注了對充滿人情味的理想社會的懷戀和對中華傳統文化的仰慕」。。但也有批評杜國威過於理想化及浪漫化的聲音:109。《信報》的奕己〈人間正道是滄桑〉（1987年）一文以「細微卻溫暖」、「古老卻真摯」、「綿遠而細碎」形容劇中之情和故事，作者指觀看時雖然陶醉其中，但無助於回到現實後面對不美麗的世界真貌:159-161。張秉權後來在另一文章指出，杜國威其後的作品也開始寫人寡情的一面。
戲劇學者盧偉力指出1970年代香港本土文化興起，並逐漸形成「歷史主體意識」，驅使1980年代中期湧現不少相關意味的戲劇，此劇亦在他的列舉之中，他認為「這些作品，或多或少勾起香港觀眾對香港的過去、香港人在特定歷史中的特殊角色等思緒」:96-97。然而，對於此劇的評論中也屢有抽離歷史一類的看法，詳情見下。
1998年舞台劇版重演時，《文匯報》的洪建明專欄認為當時正值亞洲金融風暴，經濟不景，商界減薪裁員不絕，十分適合公演此劇，他對此劇的情節、鋪排、感情刻劃、演員表現都予以好評。但傳媒人潘麗瓊批評此劇的戲劇張力不足，「寫情太多，衝擊『人情』的『風雨』着墨太少」，不少戰亂、香港經濟起飛等歷史都只通過暗場交代，天祐一家在香港日佔時期的經歷只在對白中以寥寥數句憶述，也沒有直面老店的不思進取。《明報》的崔曉專欄也提出近似的看法及舉例，他稱自己在1980年代觀看此劇時，確被箇中的人情味所感動，但到了1998年卻覺得過於平淡，只有「淡淡的令人回味的溫暖感覺」，沒有高潮，例如東主與伙記之間的情誼鋪排不足，未夠深刻，以致最後為了老伙記而繼續營業的決定說服力不足，也感受不到百年間歷史大事對老店的深刻影響。一些評論則注意到杜國威在《人間有情》首演場刊中〈編劇的話〉之自白:8，其原文如下：
《人間有情》欲表達的，不是日本侵華悲愴史，不是港穗百年傷痕篇，更不是香港前途寫真集，而是想藉那個風風雨雨，內憂外患的大時代，帶出憂戚相關，悲歡離合小市民的生活頊事。透過他們的喜與哀，他們的抉擇，他們的無奈，好讓我們緬懷一下那早已匿跡在功利主義社會裡的「道」與「情」，即使只是一瞬間，或是幾個零星片段......！——杜國威，《人間有情》首演場刊中的〈編劇的話〉
1998年才首次觀看舞台劇版的葉念琛，因此認為此劇「以人物出發，少談時局」，雖有上述一些缺點，但應欣賞它對各名主角、配角的塑造。1987年的奕己則指出香港藝術工作者在自白中表示作品沒什麼野心，只想表達一些感情，這種解釋並不少見，但他認為感情除了真摯亦應講求深度，並作出了藝術工作者「不應滿足於天天只向鄰家的小狗訴說昨晚的夢境」的比喻；認為歷史、政治對人的情緒、人面對的制度、文化這些方面所帶來影響，值得關注，不支持抽離的作風:159-161。對此，中國內地學者梁燕丽（時任福建师范大学副教授）認為：「杜国威的剧作是一个独立自足的艺术世界......我们没有理由用不适合它的批评标准来对它求全责备。」:112
徐詠璇稱讚此劇的對白精練、意義豐富:149。戲劇學者鍾景輝稱對白輕鬆幽默:150。1994年新加坡版的導演王美兰稱對白「溫馨得要命」，有點題佳句；杜國威擅寫小人物的生活，劇中生活氣息濃厚。朱棟霖連用「輕巧」「輕盈」「輕鬆」「輕靈」四詞形容此劇的情節鋪排，他認為作者「不故作驚人深邃之語」，只求觀眾看得輕鬆愉悅:140。
個別情節鋪排方面，朱棟霖評天賜與陳盈相親一段「別開生面，令人拍案叫絕」；秀玲初居蘇記的早上，在眾伙記轉傘伴舞下高歌，年老家翁梁蘇在傘舞中現身，這個兩人初次碰面的安排屬於蒙太奇式處理，是「輕巧」的一例，「有趣亦有情」；結尾看似要終結時（昌華表示敘述結束），突然出現顏順與亞順相認情節，此安排讓「戲尾微波盪漾，情味無窮」:140。張秉權認為結尾顏順與亞順相認，是「一種無奈的、酸苦的圓滿」，「這個別緻的安排，是溫情的，也是惡作劇的」:134-135。潘亚暾則注意到在多條愛情線中，都把雨傘作為媒介。認為此劇反映「中国传统文化流淌在杜国威的血脉裡」的梁燕丽，指出美嬌與白英的愛情是傳統英雄美人模式；美嬌與亞貴的愛情是傳統青梅竹馬模式；陳盈與天賜的個性是傳統愛情的理想模式，而初會時陳盈試探天賜的對話，「简朴至极而又令人回味」，「说得含蓄，但话中之意却又呼之欲出」，符合中國人情感內斂的民族性格；秀玲與天祐的愛情只從寥寥數句對白中憶述交代，已能表現秀玲的豪放，有種傳奇色彩。:110-111張秉權評陳盈與天賜初會：「富比興意趣，又細膩動人」；暗場交代的秀玲天祐之戀，也足以流露出教人動容的美麗、真誠:134。
朱棟霖又以此劇及陳尹瑩的《花近高樓》（1988年）作為「港派」話劇代表，以老舍的《茶館》（1950年代）、李龙云的《小井胡同》（1985年首演）作為「京派」話劇代表，進行比較。他指四劇均採用了當地的本土題材，寫法上也有相近之處。其中，此劇中的蘇記遮記與《茶館》中的老裕泰茶館，均是歷經多個時代的老店。四劇中的主角均面臨生存空間問題，朱棟霖認為「京派」側重揭露背後的社會問題、政治問題，「港派」側重於描劃困境中的人心、人性。而四劇中只有此劇不屬於社會劇。:135,138,141-144:90
演員表現方面，徐詠璇肯定了葉進（飾天賜）、李子瞻（飾亞順）兩次演出的表現；當時為新晉演員的羅冠蘭（飾美嬌）則被評作重演時更為細膩，對男女感情的體會更深一層；李振強（飾亞貴）則在兩次演出都表現生硬，卻適合角色個性:148-149。小巫〈美好的回憶始難磨滅〉一文指出1987年版改為所有成年角色起用全職演員，令演員年齡上升，演繹十多歲時期較為困難，如陳盈（劉小佩飾）、亞啟兩角，都是第二、三幕的演繹較佳；該文亦讚賞了1987年香港版的兒童演員葉思穎（飾小玲），演出時能做到與其他演員有所交流，講對白亦俐落清晰，比舊作《小井胡同》更為自然:162-164。葉念琛評價了1998年春天舞台版，他肯定了盧俊豪（飾天祐）、伍潔茵（飾陳盈）、陳瑞如（分飾秀玲及小玲）、袁富華（飾亞貴）的表現；演員陣容中最知名、兼任導演的謝君豪，相對於其代表作《南海十三郎》，鋒芒有所收斂，符合角色個性；焦媛（飾美嬌）的表現則較差，尤其演繹中年時期，不及她在舊作《窈窕淑女》的水準。

## 電影版
此劇的電影版中文名亦名為《人間有情》（英語：The Umbrella Story），於1995年上映，由高志森執導及監製。

### 改編背景
1991年杜國威辭去教師一職，成為全職創作人。1992年其編撰的舞台劇《我和春天有個約會》廣受歡迎，1994年被改編成電影，交由高志森執導，展開了杜國威的劇作改編電影之路（他亦一直有撰寫其他電影劇本）。除了《我和春天有個約會》，當時兩人還合作了《大富之家》（原創電影劇本）、《伴我同行》（舞台劇改編），繼而將此劇改編為同名電影版，於1995年上映。相對於低成本製作的《我和春天有個約會》及《伴我同行》，《人間有情》的電影版獲嘉禾投資，預算大幅提高。

### 視覺效果
1994年美國電影《阿甘正傳》獲得巨大迴響，片中採用了CGI技術處理一些歷史事件的影片，將主角嵌入歷史畫面。受到《阿甘正傳》啟發，投資方嘉禾的高層蔡永昌提議倣效這種手法。製作方購買了多套舊電影版權及來自英國博物館的香港舊街景，亦有1950年代澳門大三巴牌坊的影像，採用名為Domino的電腦系統，讓本片演員置身於該些影片的舊景物中，更讓多位粵語片、國語片明星與本片演員同場互動，是香港首部運用這種手法的電影。本片的視覺特效有先濤數碼影畫負責，葉永強擔任電腦剪接技術顧問，當時先濤與嘉禾合辦了一家名為嘉濤的公司。先濤亦為本片製作了一個互動式網頁。對於製作成本預算，當時高志森在不同訪問中說法不一，《壹週刊》的專訪稱「本來不過是百萬投資」，嘉禾為電腦特技追加五百萬港元；《電影雙周刊》的專訪則指預算為六百萬港元，電腦特技另需耗資二三百萬港元；《東周刊》的專訪則稱預算追加至一千五百萬港元。先濤的團隊耗時一年多進行製作。1995年第32屆金馬獎增設「最佳視聽科技」獎（後改為「最佳視覺效果」），本片成為首部獲該獎項的電影，獲獎人為先濤的創辦人朱家欣個人名義。
全片的電腦合成片段共約8分鐘，出現於片段中的人物包括：
| 歷史人物／藝人     | 來源電影／歷史影片           | 相關情節                                           |
| ------------------ | ---------------------------- | -------------------------------------------------- |
| 蔣介石             | 不明                         | 亞財等人路過黃埔軍校，看見他與洋人會面。           |
| 周璇               | 《歌女之歌》（1948年）       | 日軍進攻上海時，資助秀玲逃難（秀玲回憶片段）。     |
| 吳楚帆             | 《男男女女》（1964年）       | 與小玲商談替梁蘇記宣傳。                           |
| 尤敏               | 不明                         | 出現於小玲向吳楚帆展示的梁蘇記廣告硬照上。         |
| 林翠               | 不明                         | 出現於小玲向吳楚帆展示的梁蘇記廣告硬照上。         |
| 林黛               | 《樑上佳人》（1959年）       | 到梁蘇記買傘。                                     |
| 李小龍（少年時期） | 《早知當初我唔嫁》（1956年） | 到梁蘇記試工、與小玲跳舞。                         |
| 梁醒波             | 不明                         | 在巴士上看見梁蘇記門市、在工展會光顧梁蘇記的攤位。 |

### 選角
電影版亦起用舞台劇出身的演員為班底，列表見上。
從1986年舞台劇首演至1995年電影版，相隔9年，其中周志輝與許芬在兩個版本中均飾演同一角色，分別為要角梁蘇及配角全嬸；演過兩個版本而角色有變的演員則包括：從美嬌改演何氏的羅冠蘭、從白英改演天賜的高翰文，兩人都是在那9年間由新晉年青演員成長為資深演員。
本片是袁富華及潘燦良首度合作，亦成為兩人演藝生涯中鮮有的合作。2019年兩人同於第38屆香港電影金像獎獲得最佳男配角提名，勾起對本片的回憶。
而潘燦良亦與蘇玉華是香港演藝學院的舊同學兼前度情侶關係，因在片中共演情侶而再次接觸，後舊情復熾，結為夫妻。

### 發行
香港方面，本片於1995年10月5日至11月12日在上映，票房為6,892,660港元。
台灣方面，本片在1995年已登記，新聞局檔案編號為5801，電影評級為普遍級，直至1997年11月15日才上映，台北市總收入為台幣7,170元，大台北區總收入約為台幣300,000元。
美亞鐳射影碟有限公司曾發行LD及VCD，泰盛影視市場推廣公司曾發行海外版錄影帶。

### 獎項及提名
| 年份 | 頒獎典禮             | 獎項         | 名單   | 結果 |
| ---- | -------------------- | ------------ | ------ | ---- |
| 1995 | 第32屆金馬獎         | 最佳視聽科技 | 朱家欣 | 獲獎 |
| 1996 | 第15屆香港電影金像獎 | 最佳編劇     | 杜國威 | 提名 |
| 1996 | 第15屆香港電影金像獎 | 最佳女配角   | 羅冠蘭 | 提名 |

### 評價
對於片中運用電腦合成片段，坊間評價不一。如影評人黃國兆認為讓當代演員與已故明星同場，能夠「增添影片的懷舊意味，亦藉此重塑香港人的歷史認同感」。但也有不少影評人批評該些電腦合成片段，如李焯桃認為與劇情沒有關係，只是「可有可無的噱頭」，《電影雙周刊》的襲人則指鋪排強差人意，「流於堆砌」，兩人均指出該片未達《阿甘正傳》重塑或顛覆歷史的程度。亦有人批評技術不佳，視覺效果不自然，其中外籍影評人John Charles認為徒令觀眾分心（Distraction），給出6/10的評分。《壹週刊》的影評人果忍雖也認為電腦合成片段與劇情無關，但稱讚箇中趣味，尤其李小龍相關情節「接駁得天衣無縫」，他亦讚揚製作方願意投入如此多資金及時間在特效上，是「對電影的大手筆和大貢獻」。先濤的創辦人兼本片出品人之一朱家欣的自評則是：數碼科技「恰如其分地襯托出戲的主題，而不喧賓奪主」。
《電影雙周刊》的影評人梁子凌認為該片像香港電台式的戲劇，體現香港人「務實的工作態度」，及在艱苦奮鬥的生活中支援着他們的一種精神——人情味；他亦將片中提及的六七暴動移民潮聯繫到九七回歸相關的移民潮（見香港移民潮）。葉念琛以「修成正果」形容杜國威與高志森的再次合作，他指出片中宛如兩人的「夢想世界」，全都是「好人好事」，眾角色只跟時局與命運對抗；他後來在舞台劇版評論中較着眼於杜國威的原意（見上文）。《電影雙周刊》的徐寬評價最為負面，他批評該片及當時一系列舞台劇改編電影均缺乏電影感，包括演員演繹方式等方面只是沿用舞台劇模式，略作變化，顯得不倫不類，首作《我和春天有個約會》亦然，卻因其高票房而讓投資者以為此模式能一直成功。稱讚片中各種感情刻劃、溫馨場面設計的果忍，亦指出拍攝手法像話劇。整體上傾向好評的黃國兆亦批評演繹具有濃烈的舞台劇味道，他亦婉惜該片未能更進一步對社會的轉型、人心的蛻變作出批判，這些原因導致該片未能「提升至視野更廣、氣魄更大的史詩式作品」。李焯桃亦形容編導氣魄不足、歷史視野狭隘，導致故事中牽涉的中、港百年歷史僅能作為背景，他認為《人間有情》遜於筆觸較為集中的前作《伴我同行》。《電影雙周刊》的襲人亦批評該片只強調傳統價值觀，未有結合當代情況重新反思，迴避分析，對傳統價值觀的標榜顯得「虛弱膚淺」。上述一些評論與舞台劇版的劇評近似。

## 其他衍生版本
杜國威曾親自將此劇改編為小說，於1988年由博益出版。:86
1998年香港電台首次播放此劇的廣播劇版本，由同年重演此劇的春天舞台眾演員聲演，杜國威編劇，姚秀鈴監製。
據說無綫電視曾買下此劇版權，但最終未有開拍電視劇。